# Kilija
Kilija (ukrainisch Кілія; russisch Килия, rumänisch Chilia (Nouă)) ist eine ukrainische Stadt am nördlichen Ufer des Kilijaarmes, einem Deltamündungsarm der Donau. Sie liegt in der Nähe der rumänischen Grenze.

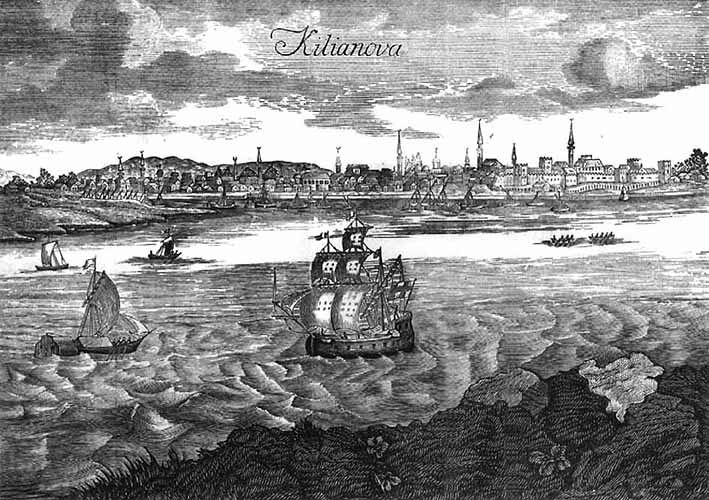
Kilia im 15. Jahrhundert

## Geschichte
Kilija war eine bedeutende Handelsstadt im Donaudelta, am nördlichen Mündungsarm (Kilijaarm) der Donau, einige Kilometer entfernt vom heutigen Dorf Chilia Veche, zu unterscheiden von dem stromabwärts an der Mündung gelegenen Licostomo sowie von Chilia Nouă, das am Ende des 14. Jahrhunderts auf dem linken Ufer gegründet wurde. Kilija, als byzantinische Stadt seit dem 11. Jahrhundert bekannt, erhielt seinen Namen nach einem 1324 erwähnten Getreidespeicher. Um 1352 ging die Stadt aus byzantinischem Besitz an Genua über, das hier durch einen Konsul vertreten war. 1360–1361 besaß Kilija ein Kommunalhaus, die Griechenkirche St. Johannes, ein Arsenal und Landungsstege (scale) im Strom. Die Bevölkerung umfasste Griechen, Armenier, Walachen, Tataren und Ligurer, die Ausfuhr von Getreide, Wachs und Honig, Einfuhr dagegen von Wein und Tuchen betrieben. Vor 1368 gaben die Genuesen Kilija zugunsten der Wojewoden der Moldau auf.

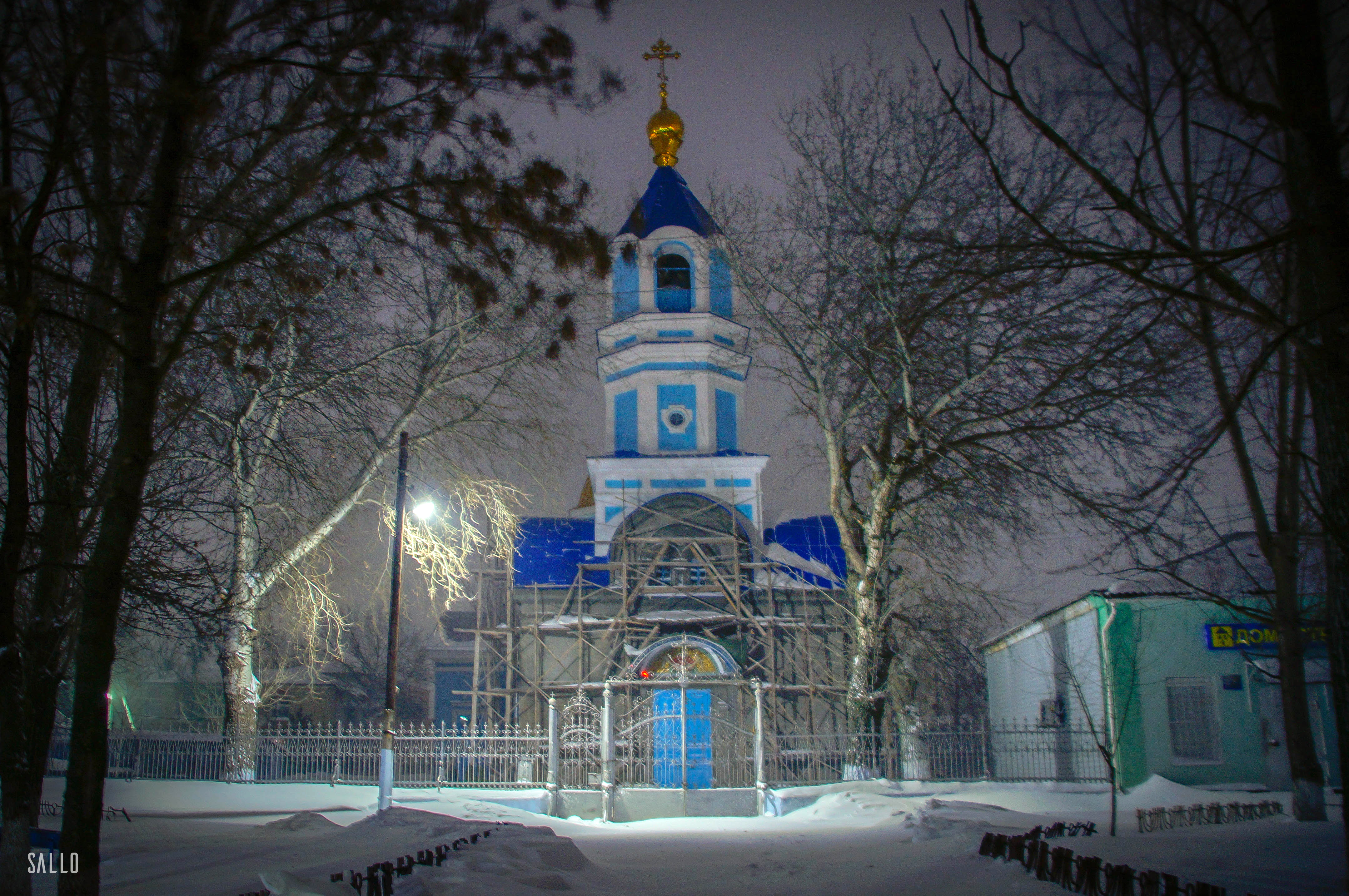
Kirche in der Stadt

Die Stadt wurde als Ausgangspunkt der großen Handelswege (walachische Route nach Ungarn, moldauische Route nach Polen) im 15. Jahrhundert zum Zankapfel zwischen Ungarn, den rumänischen Fürsten, Polen und der Hohen Pforte. 1412 unter moldawische Kontrolle geraten, strebte bereits Sigismund von Luxemburg danach, Kilija für Ungarn zu gewinnen, was 1448 Johann Hunyadi gelang. 1465 eroberte Ștefan cel Mare die Stadt jedoch zurück, wodurch eine Serie von Konflikten mit Ungarn, der Walachei und dem Osmanischen Reich ausgelöst wurde. Nach einem gescheiterten Eroberungsversuch 1476 nahmen die Osmanen Kilija am 14. Juli 1484 ein. Bayezid II. siedelte hier deportierte Fischer aus Silistra an und machte die Stadt – im Rahmen der osmanischen Seeherrschaft – zum „Schlüssel der Ostländer“ mit intensiven Handelskontakten zu Syrien, Lwiw, Westeuropa und den Tatarenländern.
1790, während des Russisch-Österreichischen Türkenkrieges, wurde Kilija von Russischen Truppen unter dem General Iwan Gudowitsch erobert und 1812 dem Russischen Reich einverleibt. Während des Krimkrieges wurde Kilija im Juli 1854 von der anglo-französischen Flotte beschossen, 1856 fiel die Stadt im Zuge des Pariser Friedens an Rumänien. Bereits 1878 (Berliner Kongress) kam der Ort zusammen mit dem Budschak zurück an Russland. 1897 lebten in Kilija 11.618 Menschen (39,2 % Ukrainer, 21,5 % Moldauer, 18,9 % Russen, 18,5 % Juden, 0,75 % Bulgaren, 0,18 % Polen, 0,15 % Deutsche (0,15 %) und 0,04 % Gagausen).
Nach dem Ende des Ersten Weltkriegs kam Kilija im Vertrag von Saint-Germain an Großrumänien. Die Sowjetunion besetzte Ende Juni 1940 Bessarabien und die nördliche Bukowina, nachdem die Wehrmacht Rumäniens Bündnispartner Frankreich besiegt hatte.
1941, in den ersten Tagen des Deutsch-Sowjetischen Krieges, besetzten rumänische Truppen diese erneut und hielten sie bis 1944. Nach die Rote Armee sie erobert hatte, wurden sie Teil der sowjetischen Unionsrepublik Ukrainischen SSR.
 Seit der Auflösung der Sowjetunion gehören sie zur Ukraine.
Seit dem Bau des 9 km langen Bystre-Kanals in den Jahren 2004 und 2005 ist die Strecke zwischen dem Schwarzen Meer und Kilija deutlich kürzer als zuvor.
Am 24. Februar 2022 begannen russische Streitkräfte auf Befehl von Staatspräsident Putin einen völkerrechtswidrigen Angriffskrieg auf die Ukraine. Sie blockierten monatelang ukrainische Häfen, aus denen bis dato das ganze Jahr über Mais, Weizen, Gerste und Ölsaaten exportiert worden waren. Häfen am Unterlauf der Donau und der rumänische Schwarzmeerhafen Constanța gewannen dadurch schlagartig an Bedeutung.
Die Ukraine vertiefte den Bystre-Kanal von 3,90 m auf 6,50 m, damit größere Schiffe ihn befahren können.

## Verwaltungsgliederung
Am 12. Februar 2018 wurde die Stadt zum Zentrum der neugegründeten Stadtgemeinde Kilija (Кілійська міська громада/Kilijska miska hromada), zu dieser zählen auch noch die Dörfer Lisky, Pomasany und Schewtschenkowe, bis dahin bildete sie die gleichnamige Stadtratsgemeinde Kilija (Кілійська міська рада/Kilijska miska rada) im Süden des Rajons Kilija.
Am 12. Juni 2020 kamen noch weitere 7 in der untenstehenden Tabelle aufgelistetenen Dörfer zum Gemeindegebiet.
Seit dem 17. Juli 2020 ist sie ein Teil des Rajons Ismajil.
Folgende Orte sind neben dem Hauptort Kilija Teil der Gemeinde:
| Name                     | Name        | Name                                    | Name           |
| ukrainisch transkribiert | ukrainisch  | russisch                                | rumänisch      |
| ------------------------ | ----------- | --------------------------------------- | -------------- |
| Dmytriwka                | Дмитрівка   | Дмитровка (Dmitrowka)                   | Dumitrești     |
| Furmaniwka               | Фурманівка  | Фурмановка (Furmanowka)                 | Furmanca       |
| Lisky                    | Ліски       | Лески (Lesky)                           | -              |
| Mykolajiwka              | Миколаївка  | Старая Николаевка (Staraja Nikolajewka) | Niculești      |
| Nowoseliwka              | Новоселівка | Новоселовка (Nowoselowka)               | Enichioi       |
| Pomasany                 | Помазани    | Помазаны                                | Pomazan        |
| Schewtschenkowe          | Шевченкове  | Шевченково (Schewtschenkowo)            | Caramahmet     |
| Trudowe                  | Трудове     | Трудовое (Trudowoje)                    | Draculea       |
| Tscherwonyj Jar          | Червоний Яр | Червоный Яр (Tscherwony Jar)            | Chitai         |
| Wassyliwka               | Василівка   | Васильевка (Wassiljewka)                | Aprodul Purice |